# 谷村吉隆
谷村 吉隆（たにむら よしたか、1960年6月 - ）は、日本の化学者。京都大学理学部教授。理学博士。

## 略歴
〔出典：〕
1979年巣鴨高等学校卒業。1984年慶應義塾大学工学部計測工学科卒業。1989年慶應義塾大学大学院理工学研究科物理学専攻博士課程修了、理学博士の学位を取得。イリノイ大学アーバナ・シャンペーン校ベックマン研究所、ロチェスター大学化学科博士研究員、分子科学研究所理論研究系助教授を経て、2003年6月より京都大学大学院理学研究科化学専攻量子化学講座教授。

## 研究分野
物性II、数理物理・物性基礎、物理化学。

## 受賞歴
- フンボルト賞[2]